# Alcide Vaucher
 (août 2024).
Si vous disposez d'ouvrages ou d'articles de référence ou si vous connaissez des sites web de qualité traitant du thème abordé ici, merci de compléter l'article en donnant les références utiles à sa vérifiabilité et en les liant à la section « Notes et références ».
Pour les articles homonymes, voir Vaucher.
Alcide Vaucher, né le 19 avril 1934 à Sainte-Croix (Canton de Vaud) et mort le 3 juin 2022, est un coureur cycliste suisse. Professionnel de 1955 à 1961, il a remporté une étape du Tour de Suisse. 

## Palmarès
- 1951
  - Championnat de Neufchâtel de vitesse débutants
- 1953
  - Champion Vaudois de poursuite
- 1954
  -  Champion de Suisse sur route amateurs
  - Champion Vaudois sur route
- 1955
  - Tour du lac Léman
- 1956
  - 2e du Tour du Canton de Genève
  - 3e du Tour de Suisse centrale
  - 3e du championnat de Suisse de poursuite
- 1957
  - 2e du Trophée Baracchi (avec Rolf Graf)
  - 3e du Tour du Canton de Genève
- 1958
  - Champion Vaudois de poursuite
- 1959
  - 6e étape du Tour de Suisse
  - 2e du Tour du Vaucluse
  - 3e du Circuit Drôme-Ardèche
  - 3e du Grand Prix des Nations
  - 3e du Grand Prix de Lugano
- 1960
  - 2e du Championnat de Zurich
- 1961
  - Champion de Neufchâtel sur route

## Résultats sur les grands tours

### Tour de France
1 participation
- 1957 : abandon (2e étape)

### Tour d'Italie
1 participation
- 1960 : abandon (4e étape)